# Danh sách tập của Running Man (2023)
Dưới đây là danh sách các tập của chương trình truyền hình thực tế Running Man được phát sóng vào năm 2023.

## Danh sách tập
| Tập | Ngày phát sóng      | Tựa đề                                                                      | Khách mời                                                               | Đội | Nhiệm vụ | Kết quả | Tham khảo         |
| --- | ------------------- | --------------------------------------------------------------------------- | ----------------------------------------------------------------------- | --- | --- | --- | ----------------- |
| 635 | 1 tháng 1 năm 2023  | Chuyến đi của Running Man (런닝맨이 떴다)                                   | Joo Woo-jae                                                             | Không chia đội | Đứng trong Top 2 để nhận giải thưởng | Jeon So-min và Joo Woo-jae Thắng Jeon So-min nhận 2 thỏ vàng và Joo Woo-jae nhận 1 thỏ vàng. | [ 1 ] [ 2 ]       |
| 636 | 8 tháng 1 năm 2023  | Chuyến đi của Running Man phần 2 (런닝맨이 떴다 II)                         | Joo Woo-jae                                                             | Không chia đội | Đứng trong Top 2 để nhận giải thưởng | Jeon So-min và Joo Woo-jae Thắng Jeon So-min nhận 2 thỏ vàng và Joo Woo-jae nhận 1 thỏ vàng. | [ 2 ] [ 3 ]       |
| 637 | 15 tháng 1 năm 2023 | Cuộc chiến tiền lương (불꽃 튀는 연봉 레이스)                               | Choi Doo-ho Choo Sung-hoon Kim Dong-hyun Jung Chan-sung                 | Đội Yoo Jae-suk (Yoo Jae-suk, Haha, Jeon So-min, Choi Doo-ho, Choo Sung-hoon, Jung Chan-sung) Đội Yang Se-chan (Yang Se-chan, Ji Suk-jin, Kim Jong-kook, Song Ji-hyo, Kim Dong-hyun ) | Có mức lương cao nhất giữa các đội để nhận giải thưởng | Đội Yang Se-chan Thắng Choo Sung-hoon và Choi Doo-ho có mức lương cao nhất.Yoo Jae-suk nhận hình phạt chịu cú đá thấp trong khi Song Ji-hyo and Jeon So-min nhận hình phạt đính đá lên tranh                                                                                                  | [ 4 ] [ 5 ]       |
| 638 | 22 tháng 1 năm 2023 | Cuộc chiến gia đình tài phiệt (박 터지는 재벌집)                            | Kim Shin-rok                                                            | Đội A (Yoo Jae-suk, Ji Suk-jin, Jeon So-min, Yang Se-chan) Đội B (Kim Jong-kook, Haha, Song Ji-hyo, Kim Shin-rok)                                                                     | Trở thành chủ tịch và phó chủ tịch của tập đoàn | Yoo Jae-suk và Yang Se-chan Thắng Yoo Jae-suk và Yang Se-chan trở thành chủ tịch và phó chủ tịch của tập đoàn. Yoo Jae-suk nhận set thịt bò Hanwoo và Yang Se-chan nhận set mật ong. | [ 5 ] [ 6 ]       |
| 639 | 29 tháng 1 năm 2023 | Chú thỏ ranh mãnh (간 없는 토끼)                                            | Gaeul (Ive) Yujin (Ive) Rei (Ive) Wonyoung (Ive) Liz (Ive) Leeseo (Ive) | Đội thỏ bình thường (Tất cả các thành viên khác) Đội thỏ không có gan (Yujin) | Đội thỏ bình thường Đoán xem ai là con thỏ không có gan để nhận giải thưởng.Đội thỏ không có gan thắng cuộc đua mà không để cho những con thỏ bình thường tìm ra danh tính để nhận giải thưởng. | Gaeul, Yujin, Rei và Liz Thắng Yujin là thỏ không có gan. Người chiến thắng nhận set quà socola và bánh macaroon cao cấp trong khi những người thua cuộc phải quay một đoạn video để quảng bá Running Man thay đổi giờ phát sóng                                                              | [ 5 ] [ 7 ]       |
| 640 | 5 tháng 2 năm 2023  | Cao thủ võ lâm đa sắc màu (컬러풀 무림 고수)                                | Chân Tử Đan Jang Hyuk                                                   | Không chia đội | Thắng trò chơi ông chú hải tặc | Jang Hyuk Thắng Anh ấy nhận được 1 bộ quà tặng có chữ ký bao gồm 1 bộ đầy đủ phim Diệp Vấn và 2 cuốn tiểu sử do Chân Tử Đan viết về Diệp Vấn và võ thuật Trung Quốc. Chân Tử Đan cũng nhận được 1 bộ quà tặng chứa bảng tên của anh ấy như một sự trân trọng cho sự xuất hiện của anh ấy.     | [ 8 ] [ 9 ]       |
| 640 | 5 tháng 2 năm 2023  | Thời gian MT vàng lần I (금쪽같은 MT 시간 I)                                | Không chia đội                                                          | Không chia đội | Tiến hành theo bảng lịch trình tổ sản xuất đã lên để giành được nhiều giải thưởng khác nhau bao gồm cả thẻ nhượng hình phạt trong suốt lịch trình                                               | Không có người chiến thắng Ban đầu Song Ji-hyo đã nhận được 1 thẻ nhượng hình phạt nhưng sau đó bị Yang Se-chan lấy mất trong nhiệm vụ cuối cùng trong lịch trình nghỉ dưỡng do đó anh ấy nhận được 2 thẻ nhượng hình phạt cho phép anh ấy nhượng hình phạt tương lai cho các thành viên khác | [ 8 ] [ 10 ]      |
| 641 | 12 tháng 2 năm 2023 | Thời gian MT vàng lần II (금쪽같은 MT 시간 II)                              | Không chia đội                                                          | Không chia đội | Tiến hành theo bảng lịch trình tổ sản xuất đã lên để giành được nhiều giải thưởng khác nhau bao gồm cả thẻ nhượng hình phạt trong suốt lịch trình                                               | Không có người chiến thắng Ban đầu Song Ji-hyo đã nhận được 1 thẻ nhượng hình phạt nhưng sau đó bị Yang Se-chan lấy mất trong nhiệm vụ cuối cùng trong lịch trình nghỉ dưỡng do đó anh ấy nhận được 2 thẻ nhượng hình phạt cho phép anh ấy nhượng hình phạt tương lai cho các thành viên khác | [ 11 ] [ 12 ]     |
| 642 | 19 tháng 2 năm 2023 | Lễ Hội Mùa Đông (윈터 페스티벌)                                             | Byul Heo Kyung-hwan Seogy                                               | Đội Seogy (Seogy, Yoo Jae-suk, Haha) Đội Byul (Byul, Ji Suk-jin, Song Ji-hyo, Yang Se-chan) Đội Kyung-hwan (Heo Kyung-hwan, Kim Jong-kook, Jeon So-min)                               | Bắt 2 con cá nhỏ ở một cái ao đóng băng để về nhà | Không có người chiến thắng Đội Seogy là đội đầu tiên hoàn thành nhiệm vụ, tiếp theo là đội Byul, với đội Kyung-hwan là đội hoàn thành cuối cùng | [ 13 ] [ 14 ]     |
| 643 | 26 tháng 2 năm 2023 | Một ngày làm quản gia phần I (집사의 하루 I)                                | Cha Tae-hyun Yoo Yeon-seok                                              | Đội Chủ nhà Cha (Cha Tae-hyun, Yoo Jae-suk) Đội Quản gia (Haha, Ji Suk-jin, Kim Jong-kook, Song Ji-hyo, Jeon So-min, Yang Se-chan, Yoo Yeon-seok)                                     | Làm hài lòng chủ nhà Cha để kiếm đồng R | Yoo Jae-suk, Song Ji-hyo và Cha Tae-hyun Thắng Mỗi người thắng nhận set quà dâu tây.Ji Suk-jin phải nhận phạt làm 30 banana puddings sau khi ghi hình | [ 15 ] [ 16 ]     |
| 644 | 5 tháng 3 năm 2023  | Một ngày làm quản gia phần II” (집사의 하루 II)                             | Cha Tae-hyun Yoo Yeon-seok                                              | Đội Chủ nhà Cha (Cha Tae-hyun, Yoo Jae-suk) Đội Quản gia (Haha, Ji Suk-jin, Kim Jong-kook, Song Ji-hyo, Jeon So-min, Yang Se-chan, Yoo Yeon-seok)                                     | Làm hài lòng chủ nhà Cha để kiếm đồng R | Yoo Jae-suk, Song Ji-hyo và Cha Tae-hyun Thắng Mỗi người thắng nhận set quà dâu tây.Ji Suk-jin phải nhận phạt làm 30 banana puddings sau khi ghi hình | [ 17 ] [ 18 ]     |
| 644 | 5 tháng 3 năm 2023  | Cú lừa Suk-jin (석진이가 쏜다)                                              | Không khách mời                                                         | Không chia đội | Quay vòng quay để chọn | Nhiệm vụ hoàn thành | [ 17 ] [ 18 ]     |
| 645 | 12 tháng 3 năm 2023 | Khoá học nhanh về tay thối (일타 수(手) 캔들)                               | Joo Woo-jae Roh Yoon-seo                                                | Đội Yoo Jae-suk (Yoo Jae-suk, Haha, Song Ji-hyo, Joo Woo-jae, Roh Yoon-seo) Đội Ji Suk-jin (Ji Suk-jin, Kim Jong-kook, Jeon So-min, Yang Se-chan)                                     | Có nhiều xu nhất giữa các đội để nhận giải thưởng | Yoo Jae-suk, Yang Se-chan và Roh Yoon-seo Thắng Thông qua trò chơi may rủi, Song Ji-hyo, Jeon So-min và Joo Woo-jae nhận hình phạt nhúng miếng nước mực lên mặt. | [ 17 ] [ 19 ]     |
| 646 | 19 tháng 3 năm 2023 | Lớp học Dongducheon (동두천 클라쓰)                                         | Không khách mời                                                         | Không chia đội | Chọn 2 thẻ tín dụng R để rút tiền trước khi nhận hình phạt. | Yoo Jae-suk, Haha, Ji Suk-jin, Kim Jong-kook và Song Ji-hyo Thắng Jeon So-min và Yang Se-chan nhận hình phạt tạo kiểu ở tiệm cắt tóc | [ cần dẫn nguồn ] |
| 647 | 26 tháng 3 năm 2023 | Thật đúng lúc để đi cắm trại (딱! 지금 하기 좋은 캠핑)                      | Không khách mời                                                         | Không chia đội | 5 thành viên Running man lật được R Ddakji sẽ được miễn phạt | Yoo Jae-suk, Kim Jong-kook, Song Ji-hyo, Jeon So-min và Yang Se-chan Thắng Haha và Ji Suk-jin nhận hình phạt đến trang trại dâu tây và hái dâu tây sau khi ghi hình. | [ cần dẫn nguồn ] |
| 648 | 2 tháng 4 năm 2023  | Thật đúng lúc để đi cắm trại phần 2 (딱! 지금 하기 좋은 캠핑 下)            | Không khách mời                                                         | Không chia đội | 5 thành viên Running man lật được R Ddakji sẽ được miễn phạt | Yoo Jae-suk, Kim Jong-kook, Song Ji-hyo, Jeon So-min và Yang Se-chan Thắng Haha và Ji Suk-jin nhận hình phạt đến trang trại dâu tây và hái dâu tây sau khi ghi hình. | [ cần dẫn nguồn ] |
| 649 | 9 tháng 4 năm 2023  | Bạn biết học sĩ hào hoa không? (꽃선비를 아시나요?)                         | Kang Hoon Shin Ye-eun                                                   | Nhà trọ Kook (Kim Jong-kook, Yoo Jae-suk, Yang Se-chan, Kang Hoon) Nhà trọ Ye-eun (Shin Ye-eun, Ji Suk-jin, Song Ji-hyo, Jeon So-min) Học sĩ giả (Haha)                               | Bắt giữ học sĩ giả và đoán đúng thẻ tài năng | Haha nhận hình phạt sau khi bị bắt giữ | [ 20 ]            |
| 650 | 16 tháng 4 năm 2023 | Running Man tại Philippines (런닝맨 in 필리핀)                              | Không khách mời                                                         | Không chia đội | TBA | Nhiệm vụ hoàn thành | [ 21 ]            |
| 651 | 23 tháng 4 năm 2023 | Không xu,Không thành công (노 코인 노 게인)                                 | Manny Pacquiao Ryan Bang                                                | Không chia đội | Kiếm R xu để tận hưởng khu nghỉ dưỡng và có cơ hội ngủ trong phòng riêng. | Ji Suk-jin, Kim Jong-kook, Song Ji-hyo và Yang Se-chan Thắng. Yoo Jae-suk, Haha và Jeon So-min nhận hình phạt ngủ ngoài trời khu nghỉ dưỡng 5 tiếng. | [ 21 ] [ B ]      |
| 652 | 30 tháng 4 năm 2023 | Dự án Running Tour (런닝투어 프로젝트)                                      | Không khách mời                                                         | Không chia đội | Tung số cao nhất trong một lần tung xúc xắc | Song Ji-hyo và Yang Se-chan Thắng Song Ji-hyo sẽ bắt đầu dự án Running Tour đầu tiên |                   |
| 653 | 7 tháng 5 năm 2023  | Triển lãm tranh thông báo giới hạn độ tuổi (연령고지 그림 전시회)           | Không khách mời                                                         | Đội Jae-suk (Kim Jong-kook,Ji Suk-jin Yoo Jae-suk) Đội Ji-hyo (Song Ji-hyo, Yang Se-chan) Đội Haha (Haha, Jeon So-min)                                                                | | Đội Yoo Jae-suk Thắng Đạo diễn sẽ quay bảng phân cảnh của đội Yoo Jae-suk cho phần thông báo xếp hạng TV. |                   |
| 654 | 14 tháng 5 năm 2023 | Triển lãm tranh thông báo giới hạn độ tuổi (연령고지 그림 전시회)           | Không khách mời                                                         | Đội Jae-suk (Kim Jong-kook,Ji Suk-jin Yoo Jae-suk) Đội Ji-hyo (Song Ji-hyo, Yang Se-chan) Đội Haha (Haha, Jeon So-min)                                                                | | Đội Yoo Jae-suk Thắng Đạo diễn sẽ quay bảng phân cảnh của đội Yoo Jae-suk cho phần thông báo xếp hạng TV. |                   |
| 654 | 14 tháng 5 năm 2023 | Triển lãm tranh thông báo giới hạn độ tuổi Phần 2 (연령고지 그림 전시회 下) | Jo Se-ho Kang Hoon                                                      | | | Haha và Jo Se-ho Thắng Jeon So-min dùng bữa ăn thịnh soạn với Haha và Jo Se-ho. |                   |
| 655 | 21 tháng 5 năm 2023 | "Sự lựa chọn của Somin 2023" (2023 소민이의 선택)                           | Jo Se-ho Kang Hoon                                                      | | | Haha và Jo Se-ho Thắng Jeon So-min dùng bữa ăn thịnh soạn với Haha và Jo Se-ho. |                   |
| 656 | 28 tháng 5 năm 2023 | Bạn là Bong của tôi (너는 나의 봉이다)                                      | Kim Dong-hyun                                                           | Đội Se-chan (Yang Se-chan, Yoo Jae-suk, Kim Jong-kook, Song Ji-hyo)Đội Dong-hyun (Kim Dong-hyun, Haha, Ji Suk-jin, Jeon So-min)                                                       | | Ji Suk-Jin Thắng Yang Se-chan đứng cuối nhưng đã sử dụng thẻ nhượng hình phạt và chuyển hình phạt cho Ji Suk-jin. Ji Suk-jin đã chọn Yoo Jae-suk để cùng nhau thực hiện hình phạt. |                   |
| 657 | 4 tháng 6 2023      | "Chuyến du lịch thanh lọc của Ji-hyo" (지효의 디톡스 투어)                  | Không khách mời                                                         | Không chia đội | Kiếm được nhiều bóng Running nhất cho một lần rút thăm từ Song Ji-Hyo để quyết định ai sẽ có chuyến đi du lịch tiếp theo sau Ji-hyo                                                             | Kim Jong-Kook có nhiều bóng nhất và Ji Suk-jin có ít bóng nhất. Yoo Jae-suk đã được chọn là thành viên sẽ có chuyến đi tiếp theo | [ cần dẫn nguồn ] |

## Khách mời
| Tập     | Tên            | Tham khảo. |
| ------- | -------------- | ---------- |
| 635–636 | Joo Woo-jae    | [ 2 ]      |
| 637     | Choi Doo-ho    | [ 5 ]      |
| 637     | Choo Sung-hoon | [ 5 ]      |
| 637     | Kim Dong Hyun  | [ 5 ]      |
| 637     | Jung Chan-sung | [ 5 ]      |
| 638     | Kim Shin-rok   | [ 5 ]      |
| 639     | Ive            | [ 5 ]      |
| 640     | Donnie Yen     | [ 9 ]      |
| 640     | Jang Hyuk      | [ 9 ]      |
| 642     | Byul           | [ 14 ]     |
| 642     | Heo Kyung-hwan | [ 14 ]     |
| 642     | Seogy          | [ 14 ]     |
| 643–644 | Cha Tae-hyun   | [ 16 ]     |
| 643–644 | Yoo Yeon-seok  | [ 16 ]     |
| 645     | Joo Woo-jae    | [ 19 ]     |
| 645     | Roh Yoon-seo   | [ 19 ]     |
| 649     | Kang Hoon      | [ 20 ]     |
| 649     | Shin Ye-eun    | [ 20 ]     |
| 651     | Manny Pacquiao | [ 21 ]     |
| 651     | Ryan Bang      | [ 21 ]     |
| 654     | Jo Se-ho       |            |
| 654     | Kang Hoon      |            |